# Dendrelaphis girii
Espèce
Statut de conservation UICN

 LC  : Préoccupation mineure
Dendrelaphis girii est une espèce de serpents de la famille des Colubridae.

## Répartition
Cette espèce est endémique du Karnataka en Inde.

## Description
Dendrelaphis girii mesure entre 46 et 74 cm pour une queue allant de 27 à 40 cm. Son dos est gris bleuté mêlé de brun et sa face ventrale uniformément blanchâtre. Une rayure noire s'étend de l’œil jusqu'à l'arrière de la mâchoire.
Pour les auteurs cette espèce est fortement apparentée à Dendrelaphis bifrenalis avec laquelle elle pourrait avoir un ancêtre commun lorsqu'au Pléistocène un pont terrestre existait entre Sri Lanka et l'Inde. L'isolement ultérieur aurait fait ensuite évoluer cet ancêtre commun vers ces deux espèces.

## Étymologie
Cette espèce est nommée en l'honneur de Varad B. Giri, le conservateur de la collection herpétologique de la Bombay Natural History Society pour sa contribution à la connaissance des reptiles indiens.

## Publication originale
- Vogel & van Rooijen, 2011 : A new species of Dendrelaphis (Serpentes: Colubridae) from the Western Ghats - India. Taprobanica, vol. 3, n. 2, p. 77-85 (texte intégral).